# Esteban López Tamborini
Esteban López Tamborini (General Pico, La Pampa, 11 de junio de 1984) es un exjugador de baloncesto argentino con nacionalidad italiana que se desempeñaba como base o escolta. Además de jugar en su país, actuó en el baloncesto español. 

## Trayectoria

### Juvenil
Hijo del futbolista Oscar Alfredo López, se destacó jugando en las divisiones formativas de Independiente de General Pico. Con el club pampeano hizo su debut como profesional en 2001 y llegó a disputar 40 partidos en la LNB. 
Considerado en su época como uno de los jugadores con más proyección del baloncesto argentino, fue convocado para entrenar junto a los seleccionados juveniles de su país, pero no alcanzó a participar en ningún torneo oficial con el equipo nacional.

### Actuación en España
En 2002 fue fichado por el CB Breogán, que lo cedió al CB Chantada de la Liga EBA. Tras una temporada allí, retornó al CB Breogán, donde estuvo hasta enero de 2004, siendo enviado nuevamente al CB Chantada. Sin embargo en marzo de ese año se incorporó al CB Rosalía de Castro, por lo que terminó la temporada 2003-04 jugando en la LEB 2.
En la temporada de 2004-05 alternó entre el CB Breogán de la Liga ACB y el Estudiantes de Lugo de la Liga EBA. Pese a haber tenido la oportunidad de actuar en 24 partidos de la máxima categoría del baloncesto profesional español, López Tamborini no pudo afianzarse en el club gallego. Por lo tanto continuó su carrera en el CAI Zaragoza de la LEB Oro. Habiendo jugado sólo 5 partidos con el equipo, fue cedido al Stadium Casablanca, en lo que sería un nuevo retorno a la Liga EBA.

### Retorno a la Argentina
Disconforme con su proceso de desarrollo como jugador profesional en España, López Tamborini optó por regresar a la Argentina en 2006. De ese modo fue fichado por el Independiente de Neuquén, que jugaba en el Torneo Nacional de Ascenso. Esa temporada su equipo alcanzó la final del certamen y, pese a caer frente a El Nacional Monte Hermoso, consiguió el ascenso a la máxima división del baloncesto profesional argentino. López Tamborini renovó su contrato por un año más, por lo que pudo ser parte del plantel que actuó en la temporada 2007-08 de la LNB y mantuvo la categoría.
Quilmes de Mar del Plata lo fichó en julio de 2007 para reforzar a su plantel. Con los marplatenses jugó hasta diciembre de 2011, siendo parte tanto del equipo que descendió en la temporada 2009-10 como del que ascendió en la temporada 2010-11. 
Las lesiones perjudicaron su consolidación como jugador profesional, por lo que su carrera se eclipsó a partir de 2012. López Tamborini terminó su trayectoria en el baloncesto competitivo actuando para el Independiente de General Pico en los torneos pampeanos. 